# Danzas del Corpus Christi de Valencia
Las Danzas del Corpus Christi de Valencia son un conjunto de diversos bailes, interpretados tanto por niños como por adultos, que desde los primeros momentos de la institución de la procesión del Corpus Christi de la ciudad española de Valencia, formaron parte del cortejo.

## Historia
Durante un tiempo estas danzas, que se realizaban el día anterior al de Corpus, se interpretaban encima de las rocas, al igual que los misterios. Esto está documentado tanto en textos como en grabados que pueden consultarse en la Casa de las Rocas (en 1435, los Jurados decidieron construir una casa para guardar las rocas, de ahí su nombre)
Las danzas se hacen al compás de la música del tamboril y dulzaina, y se  deben a los Gremios que participaban activamente en las primeras épocas de esta festividad, hasta que la actividad gremial fue desapareciendo paulatinamente y con ella también parte de estas danzas y música. Lo que se conserva hoy en día se debe sobre todo a la labor del Padre Mariano Baixauli, que recopiló las danzas que le facilitaron los dulzaineros Pedro, Vicente y Salvador Díaz, hermanos que pertenecían a una familia tradicionalmente dedicada a este instrumento.
Para la realización de las danzas, los danzarines debían vestir unos atuendos concretos, que en el siglo XIX se guardaban en la misma Casa de las Rocas.
Según diferentes autores el número de danzas varía de cinco danzas (en el caso de Félix Cebrián i Arazil) más los Momos y la Diablera, que podrían ser la Degolla; a siete (caso de Vicent Boix en su trabajo “Relación de la Solemne Procesión del Corpus que se celebra en esta ciudad año 1861”), más los Momos, Gigantes y Cabezudos (o Enanos) En cambio, Antonio Ariño Villarrolla, en su trabajo del año 1865 sobre la Procesión del Corpus, habla de cinco danzas de niños: Los Griegos, Marineros, Húngaros, Turcos, Jardineros; y  dos de niñas: Pastoras y Polacas. Y por último la dels cavallets, llegando así a ser 8 danzas en total. Estas danzas, según Ariño, las componían ocho individuos, bien niños o niñas y debían cumplir una serie de requisitos, entre ellos el que tenían que ser el contratista de la danza el que proporcionara la música adecuada para estas danzas, la cual era de tamboril y dulzaina en prácticamente todas excepto la del “cavallets” que era de violines, bajo y flauta.
A lo largo de la historia de la celebración del Corpus en la ciudad de Valencia (la primera celebración de Corpus en Valencia tuvo lugar en 1355 siendo obispo Hugo de Fenollet) ha habido un gran número de danzas que formaron parte del séquito popular. En la actualidad se han recuperado las siguientes danzas: de La Moma, dels Nanos, de La Magrana, del Arquets, dels Turcs, dels Llauradors, dels Pastorets y de les Vetes. Pero antiguamente hubo otras más. De estas antiguas danzas, las hubo que se mantuvieron vivas hasta los siglos XVII y XVIII (esto ocurrió con danzas como las llamada "danza de los toqueados", que debía ser un tipo de danza de paloteo), mientras que otras tuvieron carácter efímero, no siendo recordadas sólo por su nombre, esto ocurrió mucho con las denominadas dansetes, es decir, danzas infantiles que entre los siglos XVIII y XIX, formaron parte del séquito de la Cabalgata del Convit, como eran las danzas de los: irlandeses, catalanes, amazonas, aragoneses, moros y cristianos, húngaras, chinos, ángeles, griegos, mallorquines, jardineros, holandeses, marineros, murcianos, gitanas, malteses, peregrinas, húsares...
Pese a la importancia que las diversas danzas que se realizan tanto en la Cabalgata del "Convit", como en la Procesión de Corpus, el origen de las mismas es profano, o quizás es más correcto considerarlas de origen popular. Es el pueblo llano el que sale en estos actos a bailar, pese a no tener ni conocimiento ni entender claramente los misterios eucarísticos y religiosos que enmarcan la festividad en la que danza. Como en otros ámbitos, la Iglesia sacraliza lo popular y profano y lo llena de un sentido religioso lo que con anterioridad era una mera representación laica de alegría y festejo. Estos bailes, ahora cargados de significado, son vistosos y atraen a mucha gente a los actos en los que se realizan, lo cual hace que el número de espectadores aumente. También se consigue con la introducción de estos bailes en los actos del Corpus, la participación en ellos de las diversas clases sociales, consiguiendo la Iglesia con ello el objetivo de una adoración conjunta del Santísimo Sacramento.
Con el paso de los años, los danzantes dejan de ser el pueblo llano, quedando las danzas en manos de “maestros de baile”, que en último término montan  las coreografías para que las lleven a cabo dazantes de las clases artesanas o trabajadoras en general. De esta manera se mantuvo la tradición hasta la guerra civil española del 36.
Tras el conflicto bélico, con la intención de poder mantener esta manifestación religioso-popular, las danzas acabaron representadas por personal contratado, totalmente ajeno al significado de las mismas, llegando incluso a desvirtualizarlas, pero no había gente que realmente tuviera el gusto de representarlas. Esto es muy claro en danzas como la de los Nanos. Otras corrieron peor suerte, ya que se quedaron en el olvido a excepción de un pequeño grupo de gente, es lo que aconteció con la Danza de la Moma o les Dansetes (nombre como se conocen las danzas interpretadas por niños), entre otras.
Estas danzas pudieron ser recuperadas gracias a la labor del padre Baixauli, quien se dedicó a recopilar a finales del siglo XIX algunas de estas danzas olvidadas como ocurrió con la Danza de los Turcos, la de los Pastorcitos o la de los Labradores.
Todo esto justifica los cambios y variaciones que tanto las melodías como las danzas han ido sufriendo con el paso de los años. Estas variaciones pueden verse al comparar las danzas actuales con las descripciones y melodías que de ellas se recopilaron hace alrededor de un siglo el padre Baixauli. Así, hay danzas que casi no han cambiado como ocurre con la Danza de los Nanos, otras, como la de la Moma que presenta grandes diferencias, pese a que otros estudiosos como Manuel Arenas Andújar, presentan otras recopilaciones con un orden y unas figuras más parecidas a las actuales de la danza de la Moma.
Respecto  la melodía, hay danzas, como la dels Cavallets, que ha cambiado considerablemente respecto a la melodía más antigua, esto, según el padre Baixauli se debe a que tanto dulzaineros como danzantes, se permitían la libertad de acomodar e incluso cambiar melodías de unas danzas a otras, lo cual era posible por presentar todas ellas la misma estructura formal y apoyarse en una base rítmica idéntica.

### La recuperación de las danzas
La recuperación de las danzas del Corpus de Valencia se produjo durante la transición política española, dentro de lo que se denominó la “batalla de Valencia”, que acabó provocando una fractura política y social en la Comunidad Valenciana de difícil solución.
Así, la recuperación de las danzas, que en parte vino de la mano de parte de los integrantes del Grupo de Danzas Alimara (que bailaron las danzas interpretadas por adultos), provocó problemas incluso dentro del mismo grupo, entre otras razones por el carácter religioso de los actos en los que se realizan estos bailes.
En parte para solucionar toda esta polémica es por lo que en la primavera de 1977 surge la iniciativa desde del Ayuntamiento de Valencia de encargarse de recuperar las danzas de la fiesta de Corpus a través del Negociado de Ferias i Fiestas. Esta recuperación de las danzas estuvo acompañada de una renovación de las figuras o personajes bíblicos que aparecían en la procesión de ese mismo año 1977.
Para poder llevar a cabo esta recuperación se contaba con los esquemas coreográficos de las danzas, sus movimientos y evoluciones recogidos en los trabajos de Manuel Arenas Andújar, poseedor de abundante documentación sobre la fiesta del Corpus de Valencia. Así, en su archivo estaba el esquema completo de la Danza de la Moma, tal y como se interpretaba a principios de la década de los años 40 del siglo XX, según información aportada por parte de Ramón Porta padre, maestro de baile que tenía el cargo de la enseñanza y dirección de la Danza de la Moma con anterioridad a la guerra civil española.
Por su parte, Manuel Jesús-María Baselga  tenía un esquema coreográfico de la danza de los Nanos, el cual había obtenido en colaboración y con la ayuda del maestro de dulzaina Joan Blasco Ribera y otros testimonios de antiguos danzantes.
Enrique Marzal, que trabajaba para la Casa Insa, pudo informar de las evoluciones de las danzas dels Cavallets y del esquema de la Danza de la Magrana, teniendo en cuenta cómo se interpretaba en las últimas épocas.
Respecto a las danzas dels Arquets o dels Pastorets, se conocían las versiones interpretadas por niñas en los últimos concursos de la Sección Femenina, que tenían lugar en el Teatro Principal de Valencia, Concha Ortega pudo colaborar para recuperar alguna de las figuras.
También fue importante la colaboración aportada por Joan Blasco en el ámbito musical, ya que este dulzainero conocía y recordaba el conjunto de las melodías propias de la fiesta del Corpus de Valencia ciudad, gracias a las enseñanzas que recibió de su maestro de dulzaina, Sanfeliu.
Con todas estas contribuciones se inició la recuperación de las danzas desaparecidas, intentando conseguir un resultado lo más parecido posible a las danzas originales, que no estaban presenten en la memoria colectiva de la ciudad del Turia.
Otro problema se planteaba a la hora de encontrar personal que interpretara estas danzas. Hay unas danzas que desde su origen tenían un carácter infantil, por lo que los niños escolarizados se convertían en la mejor cantera para encontrar danzantes. Es así como los alumnos de los centros en los que trabajaban los propios participantes en la recuperación de la fiesta (como era caso de Fermín Pardo, profesor del Colegio Público Juan Esteve Muños de Albal), se convirtieron en danzantes para el Corpus de Valencia.
Tan solo las danzas de La Moma, La Magrana y Els Nanos estaban en manos de danzantes adultos. Pero la labor de encontrar danzantes adultos era más ardua, ya que aunque las danzas populares eran interpretadas por muy diferentes grupos, las de carácter ritual o procesional presentaban ciertas objeciones. Esto llevó a Fermín Pardo (cantante y guitarrista, coordinador de los músicos de la rondalla y de los demás cantantes del grupo Alimara) proponer al grupo Alimara recuperar las danzas del Corpus interpretando las danzas de adultos los miembros del grupo. No se consiguió la colaboración de todos los miembros del grupo, razón por la cual en 1977 la Danza de la Magrana la interpretaron también niños.
Mientras tenía lugar la recuperación de las danzas, en los programas de la fiesta se producían cambios como el traslado de la cabalgata de la “degolla” o del “Convit”  a la mañana de la procesión de Corpus, recobrando además el carácter bullicioso y festivo al reaparecer en ella las danzas con los coloridos vestidos y la música de “tabalet i dolçaina” recorriendo las calles del cortejo. Por la tarde, ya en la procesión, sólo las danzas interpretadas por adultos, que en 1977 sólo eran dos, se llevaron a cabo.
Desde 1977 hasta 1999, ambos inclusive, la coordinación de danzantes y la enseñanza de las danzas estuvo a cargo de Fermín Pardo. A partir de esa fecha fueron los encargados de esta tarea Juan Rodríguez y Arturo Torremocha. En la actualidad es la Associació de Música i Balladors del Corpus (a la que pertenecen tanto Juan Rodríguez como Arturo Torremocha), la que vela por la conservación y pureza de estas danzas.

## Vestimenta y complementos de las danzas
Otro aspecto a tener en cuenta es el que hace referencia a la vestimenta de los danzantes y sus complementos. En la primera muestra de la recuperación de las danzas la falta de tiempo y de presupuesto supuso un reto a la imaginación y buena voluntad de todos los implicados que trataron de realizar las indumentarias y complementos de forma voluntaria y gratuita y, al final, sólo se tuvo que pagar por el trabajo de unas modistas profesionales que confeccionaron el traje de los Momos.
Muchos danzantes llevan complementos durante sus bailes, así, los Llauradors llevan panderetas, els Turcs llevan unas espadas pequeñas, las niñas de la danza dels Arquets llevan unos arcos decorados con flores frescas, los danzantes de la danza dels Cavallets llevan caballos de cartón...

## Variaciones de las melodías y de los esquemas de las danzas
Un hecho que llamó la atención al hacer este esfuerzo de recuperación de las danzas fue el comprobar que había habido un cambio en las melodías de las danzas. Así, por ejemplo, la melodía propia de la danza dels Cavallets (según versión que Joan Blasco había aprendido de su maestro) era diferente de la que aparecía en la documentación con la que se contaba (fundamentalmente la recopilación llevada a cabo a principios del siglo XX por el fraile Mariano Baixauli) como melodía utilizada a mediados del mismo siglo. La melodía de la danza dels Cavallets era igual a la que anteriormente se utilizaba como melodía en la Danza dels Pastorets. Así, se decidió tomar la melodía que según Baixauli era la típica de la danza dels Cavallets y utilizarla para la danza dels pastorets, danza de la que, al menos Joan Blasco, no tenía idea de qué melodía tenía.
Otras danzas de las que se tenía conocimiento (al menos de las partituras) por la documentación recogida por el padre Mariano Baixauli y de la que se conocía cierta coreografía por diversos dibujos realizados de estas danzas por su participación en la cabalgata de la Degolla y en la misma Procesión del Corpus, eran por ejemplo, la danza dels Llauradors  (en la que los danzantes estaban provistos de panderetas), interpretada por 8 niños o jóvenes, o la “dels Turcs” (con danzantes provistos de espadas pequeñas), también interpretada por  8 niños o jóvenes majors. Estas últimas danzas se recuperaron hacia el año 1985, siendo interpretadas por alumnos del Colegio Público Jaume I de Valencia, donde estaba trasladado Fermín Pardo.

## Los intérpretes de las danzas
Como ya hemos dicho anteriormente en 1977, año de la recuperación de las primeras danzas en la festividad del Corpus de la ciudad de Valencia, los bailes infantiles los llevaron a cabo alumnos del Colegio Público Juan Esteve Muños de Albal.  En 1985 las danzas infantiles las interpretaron los  alumnos del Colegio Público Jaume I de Valencia. En los años 1998 y 1999, las danzas infantiles las bailaron los alumnos del Colegio Público Lucio Gil Fagoaga de Requena, en todos los casos centros en los que impartía clases Fermín Pardo.
A partir del año 2000, los danzantes infantiles son niños de algunos colegios públicos de la misma ciudad de Valencia, instruidos por profesores de los mismos centros o por instructores externos (como M. Carmen Pardo Conejero, sobrina de Fermín Pardo), según los casos.
Respecto a los bailes de adultos, en los años 1978 y 1979 continuaron representándolas miembros del grupo Alimara, llegando a representar las tres danzas de adultos: La Moma, La Magrana y la dels Nanos. Más tarde surgió el interés por estas danzas en otras agrupaciones folclóricas de la ciudad que dieron relevo al grupo inicial de bailadores.
Todas estas danzas vienen acompañadas de melodía de “tabalet i dolçaina”, gracias a la documentación y saber aportado por el dulzainero Joan Blasco, a quien sucedió su hijo Francisco. Muchos son los dulzaineros y tamborileros que han interpretado las melodías de estas danzas gracias a las enseñanzas de los Blasco.

## Las danzas del Corpus de Valencia
Las principales danzas de la Festividad del Corpus Christi de la ciudad de Valencia se dividen en dos grandes grupos:

### Danzas infantiles o Dansetes
Los bailes infantiles no formaron parte de los actos de la festividad del Corpus de Valencia desde su origen, sino que  se incorporaron durante la primera mitad del siglo XVIII, que se les denominó dansetes de forma cariñosa por ser niños los danzantes. Estas danzas se intercalaban en el cortejo  procesional.
Pastorets, Llaudadorets, Maltesos, Gitanetes, Pelegrines, Xiquetes amb arquets, entre otras danzas infantiles participaban con sus bailes delante de las imágenes de santos que los conventos, parroquias, gremios y cofradías llevaban en las procesiones generales de aquel tiempo. En la del Corpus interpretarían sus danzas en los mismos sitios y mantendrían su origen ligado a una iniciativa particular de comunidades religiosas y asociaciones profesionales hasta los últimos años del siglo XVIII.
Estas danzas infantiles participaron en las celebraciones del Corpus de forma habitual durante el primer tercio del siglo XIX, momento en el que se empieza a producir un declive de la fiesta y de las manifestaciones del folklore popular representado por estas danzas.

#### Danza dels Cavallets
Se cree que esta danza se inspira en las evoluciones y adornos que se hacían con caballos en algunas celebraciones (como conmemoraciones y homenajes), en la Edad Media (la danza se interpretaba ya en 1615). No es una danza única de la festividad del Corpus de Valencia, sino que pueden encontrarse danzas dels Cavallets en otras muchas localidades tanto de la Comunidad Valenciana, durante festejos de otros tipos, como ejemplo podemos ver las interpretadas en la ciudad de Castellón de la Plana, o en otras localidades de la comarca del Maestrazgo, como de otras comunidades cercanas como Cataluña o las Islas Baleares (Felanich).
La interpretan ocho niños vestidos de turcos o árabes a lomos de caballitos de cartón simbolizando que hasta los infieles dan testimonio de adoración al Santísimo Sacramento.

#### Danza dels Llauradors
Danza interpretada por ocho niños o niñas, vestidos de labradores y portando panderetas que hacen sonar al tiempo que realizan su danza, que suele tener un esquema de dos hileras de cuatro ejecutando figuras y acabando con una reverencia.

#### Danza del Turcs
Es interpretada, nuevamente, por ocho niños, ataviados con trajes que simulan ser turcos, ataviados con unas pequeñas espadas que hacen chocar mientras ejecutan sus movimientos. Se considera una típica danza guerrera, que quizás recuerda las incursiones de los piratas en las costas valencianas.

#### Danza dels Arquets
Esta danza coincide con la danza que se conocía antiguamente con el nombre de "polonesas", aunque en el territorio valenciano el nombre usual y popular ha sido siempre en Danza dels Arquets debido al complemento del arco floral que se emplea durante la danza.
Es una de las danzas que más tardíamente se introduje en la Cabalgata del Corpus, ya que se cree su participación data de 1846. Suelen interpretarla un grupo de ocho niñas. Se cree que esta danza simboliza  la alegría de los labradores por participar en las fiestas del Corpus.

#### Danza dels Pastorets
Esta danza está históricamente asociada al Misterio del rey Herodes, la interpretan ocho niños vestidos de pastorcillos que portan un bastón que hacen sonar rítmicamente en las diferentes figuras. Es una de las danzas que más tardíamente se recuperó (no se incorporó al cortejo hasta el año 2011)

#### Danza de les Vetes
Se trata de una sencilla danza de cintas pero sin usar palo en el que trenzarse, sino que cogida por los extremos por sendos niños, bailan entrelazando y desentrelazando las cintas que sostienen por parejas. Es un baile típico de Sueca. La interpretan ocho niños con los tradicionales trajes de la huerta, con alpargatas y el llamativo fajín rojo o verde.

### Danzas de adultos

#### Danza de la Moma
Puede considerarse la danza con mayor contenido simbólico y la que tiene más sentido dentro de la festividad del Corpus. Es un baile en el que participan la Virtud y los Siete Pecados Capitales. La representan pues ocho danzantes con una indumentaria llena de significado, así, la Virtud, conocida como Moma, que es el personaje central de la danza, va vestida toda de blanco, color que simboliza la Gracia, por su parte, los siete pecados capitales, los llamados “Momos”, llevan un traje en el que predomina el negro y el rojo, símbolo y representación del infierno y del demonio.

#### Danza dels Nanos
Esta danza es una de las primeras y más antiguas de las que se interpretaron en la festividad de Corpus de Valencia. La interpretación es llevada a cabo por seis personajes, antiguamente todos hombres, en la actualidad lo interpretan tres parejas mixtas (hombre-mujer), caracterizados como turcos, moros y negros, representación de Asia, África y América. Bailan al son de la dulzaina y el tamboril.

#### Danza de la Magrana
Esta danza es una versión de la danza con cintas sobre palo, que pueden encontrarse en muchas localidades españolas por ser una danza muy popular. Este tipo de danzas se inspiran en el arte de tejer, ya que consisten en entrelazar unas cintas de colores dando lugar a un tejido que cubre parte de un palo alrededor del cual se baila , de hecho en algunas localidades donde es típica, como ocurre en Forcall en la comarca del Alto Maestrazgo, se la conoce como Danza de Teixidores, ya que siempre son mujeres las que la interpretan.
Pese a ser una típica danza de niños o niñas en muchos sitios, en la festividad de Corpus de Valencia la interpretan siempre hombres adultos, salvo el primer año de su recuperación (1977), que por falta de bailarines adultos, la interpretaron niños.

## Reconocimiento a estas danzas
En el año 1999 y con motivo de la exposición “La luz de las imágenes” en la Catedral Metropolitana de Valencia, se realizó un ciclo de danzas rituales y procesionales típicas de las comarcas centrales de Valencia. La sesión del domingo 18 de abril de 1999 se centró en las danzas de adultos del Corpus de Valencia.
Más tarde, en el año 2010, con motivo de la declaración de la Procesión de Corpus de la Ciudad de Valencia como Bien de Interés Cultural Inmaterial, la “Associació Cultural de Músics i Balladors de les Danses del Corpus a València presentó una publicación sobre estas danzas.

## Danzas del Real Colegio Seminario del Corpus Christi de Valencia
Dentro de los actos de la festividad del Corpus Christi en Valencia hay que hacer mención de los que se llevan a cabo durante la Octava del Corpus, y entre ellos destaca las Danzas del Real Colegio Seminario del Corpus Christi de Valencia. Es conocida también como Danza de los Seises, porque son seis infantillos los que la realizan en distintos sitios del recorrido de la procesión de la Custodia dentro del Real Colegio Seminario del Corpus Christi de Valencia, o Iglesia del Patriarca como se la conoce popularmente.

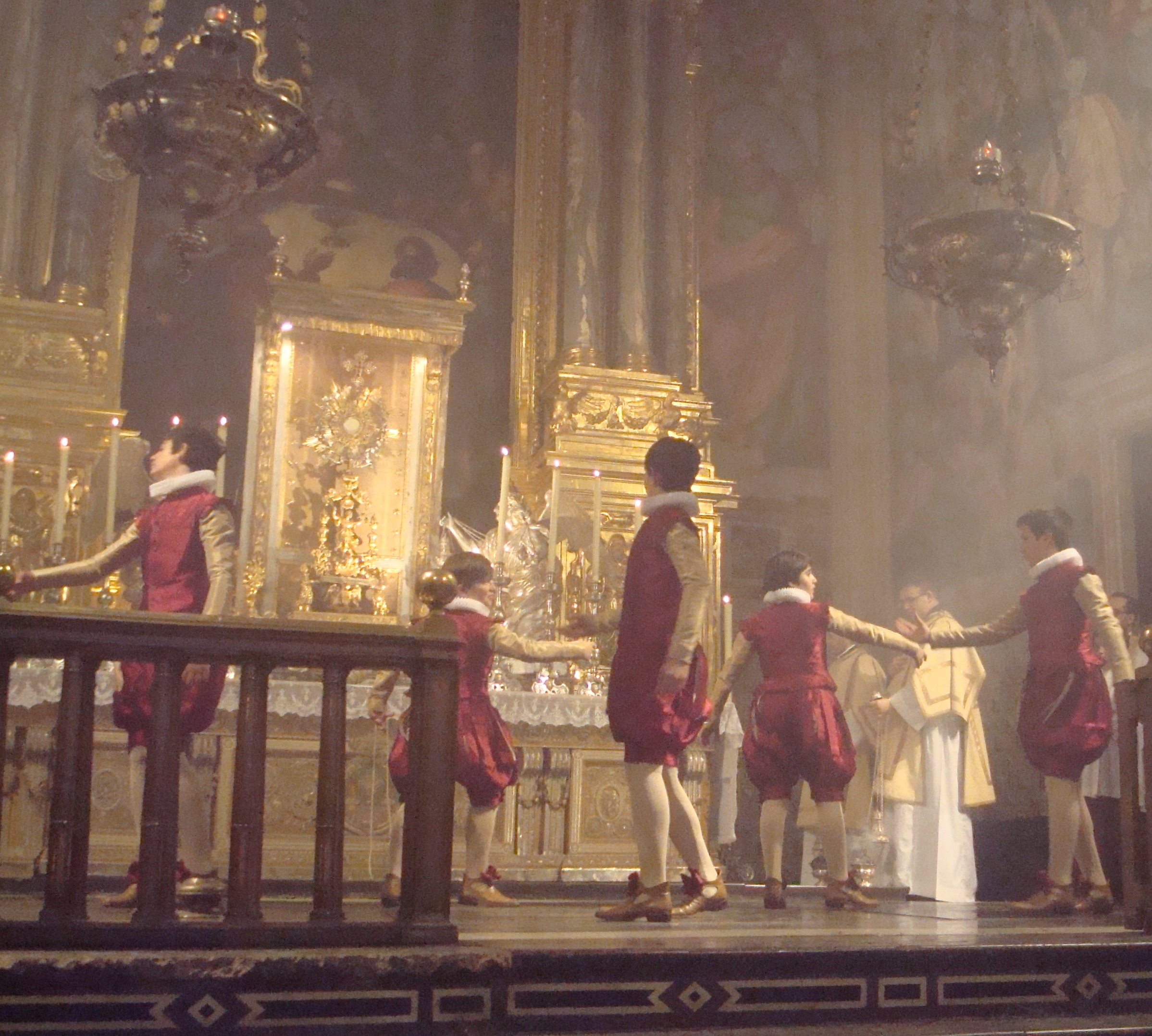
Danzas en el Altar

En esta institución Real Colegio Seminario del Corpus Christi de Valencia) el sacramento de la Eucaristía se celebra de forma especial todos los jueves (día que por antonomasia se utiliza para la exposición del Santísimo por coincidir en el día de la semana en el que se supone se instituyó la Eucaristía); y el día de Corpus Christi y su octavario (constituyendo la semana entre el Día de Corpus y su octava, la principal semana festiva del colegio).
Los jueves de ordinario se celebran dos ceremonias instauradas por el patriarca y únicas en el mundo, los ramos y los alabados.
El jueves infraoctava es el día principal del colegio. Y los actos durante este día son muchos y variados.

### Historia
Estas danzas tiene su origen en un concurso de danzas que se convocó en 1604, para el traslado procesional  del Santísimo Sacramento desde la Catedral de Valencia hasta la Iglesia del Patriarca. La música de las danzas originales se perdió con el tiempo y hasta 1609 no se tendrá una nueva música, la cual fue encargada por Juan de Ribera  a su maestro de capilla Juan Bautista Comes con la intención de que pudiera ser bailada en la procesión de la Octava del Corpus.
Los danzantes era  infantillos que formaban parte de la capilla de música del Patriarca y recibían formación tanto musical como de baile por los respectivos maestros de canto y baile de la institución.
Estas danzas se dejaron de realizar en 1816 y no se recuperaron hasta el año 2010, como parte de los preparativos de la celebración en el año 2011 de los 400 años de la muerte del Patriarca.
Esta danza ha tenido muchas prohibiciones y muchos intentos de recuperación a lo largo de su historia, en ocasiones debido a expreso mandato del propio Juan de Ribera, en otras por considerarse no ajustados a los cánones litúrgicos de la Iglesia Católica, o por restar solemnidad al acto religioso de la Octava. Actualmente se recrean en un contexto no litúrgico, como manifestación artística, bajo la dirección de Rodrigo Madrid.